# 3760 Poutanen
3760 Poutanen este un asteroid din centura principală, descoperit pe 8 ianuarie 1984 de Edward Bowell.